# TLC: Tables, Ladders & Chairs (2017)
TLC: Tables, Ladders & Chairs (2017) foi um evento de luta livre profissional produzido pela WWE e transmitido em formato pay-per-view e pelo WWE Network, que ocorreu em 22 de outubro de 2017 no Target Center, em Minneapolis, Minnesota e que contou com a participação dos lutadores do Raw. Este foi o nono evento da cronologia do TLC: Tables, Ladders & Chairs e o décimo quarto pay-per-view de 2017 no calendário da WWE.

## Antes do evento
TLC: Tables, Ladders & Chairs teve combates de luta profissional de diferentes lutadores com rivalidades e histórias pré-determinadas, que se desenvolveram no Raw — programa de televisão da WWE, tal como nos programas transmitido pelo WWE Network – 205 Live e Main Event. Os lutadores interpretaram um vilão ou um mocinho seguindo uma série de eventos para gerar tensão, culminando em várias lutas.
No episódio de 11 de setembro do Raw, foi anunciado que Asuka havia assinado com o gerente geral do Raw, Kurt Angle. Isso ocorreu depois que Asuka renunciou ao Campeonato Feminino do NXT devido a uma lesão no episódio de 6 de setembro do NXT. Durante o pré-show do No Mercy, foi anunciado que Asuka faria sua estreia no plantel principal da WWE no TLC. No episódio do 9 de outubro do Raw, Bayley, Sasha Banks, Alicia Fox, Dana Brooke e Emma confrontaram Angle, querendo enfrentar Asuka no TLC. Angle marcou uma luta fatal 5-way de eliminação entre as cinco, onde a vencedora enfrentaria Asuka no evento, onde Emma foi a vencedora.
No No Mercy, Alexa Bliss derrotou Bayley, Emma, Nia Jax e Sasha Banks em uma luta fatal 5-way para manter o Campeonato Feminino do Raw. Depois, no Raw Talk, Bliss fez insultos verbais a Mickie James, chamando-a de "velha senhora". Na noite seguinte, no Raw, James confrontou Bliss, exigindo que ela repita seus comentários no rosto dela. Bliss insultou James novamente, antes de ser atacada por James. Na semana seguinte, Bliss distribuiu presentes de James, incluindo fraldas para adultos e um andador, mas descobriu que Jax guardava a porta da sala de vestiários de Bliss e foi desafiada por Jax para uma luta. James venceu por desqualificação depois de ser atacado por Bliss, e então, ela atacou Bliss após a luta. Mais tarde, Angle marcou uma luta para Bliss defender o Campeonato feminino do Raw contra James no TLC. No episódio de 9 de outubro do Raw, James fez algumas observações sobre Bliss, afirmando que Bliss gostava de se esconder atrás de outros, como se escondeu na semana passada atrás de Jax. Ela disse que ela pode ser mais velha do que Bliss, mas ela ainda era uma lutadora melhor e se tornaria uma sete vezes campeã feminina da WWE no TLC.
No episódio do Raw de 25 de setembro, Roman Reigns foi o convidado do Miz TV, após sua vitória sobre John Cena no No Mercy. Miz disse que, apesar da vitória de Reigns, ele era o verdadeiro vencedor, porque ele era o único campeão, pois manteve o Campeonato Intercontinental contra Jason Jordan. Miz insinuou o gesto da antiga stable de Reigns, The Shield, e alegou que se ele e The Miztourage (Bo Dallas e Curtis Axel) estivessem juntos, quando o Shield estava formado, eles os teriam vencidos. Depois de mais uma discussão, uma luta entre os dois foi marcada, onde Reigns derrotou Miz, mas após o luta, Miz e The Miztourage atacaram Reigns. Também no No Mercy, Dean Ambrose e Seth Rollins, também ex-membros do Shield, mantiveram o Campeonato de Duplas do Raw contra Cesaro e Sheamus. Na noite seguinte, no Raw, Ambrose foi derrotado por Braun Strowman e Rollins derrotou Sheamus. Na semana seguinte, Reigns recebeu uma luta válida pelo título contra The Miz, e Cesaro e Sheamus atacaram Ambrose e Rollins, depois de um ataque que receberam de Strowman. Mais tarde naquela noite, Cesaro e Sheamus se envolveram na luta pelo Campeonato Intercontinental. Cesaro, Sheamus e Miz zombaram do ex-membro do Shield ao realizar o powerbomb triplo do Shield em Reigns. Antes do show terminar, Reigns foi abordado nos bastidores por Ambrose e Rollins. No episódio de Raw de 9 de outubro, Miz abriu o show com Cesaro e Sheamus. Eles foram interrompidos por Reigns e Miz zombou de Reigns sobre os rumores de que o Shield estaria se reunindo. Reigns disse que não era um rumor, já que ele se juntou a Ambrose e Rollins, reunindo oficialmente o Shield, que atacou Cesaro e Sheamus, e depois aplicando um Powerbomb triplo em Miz. Uma luta Tables, Ladders, and Chairs de trios entre The Shield e a equipe de The Miz, Cesaro e Sheamus foi marcada para o TLC. Mais tarde, no mesmo show, Strowman tentou machucar ainda mais Matt Hardy, quem ele havia derrotado. O Shield apareceu, atacou Strowman, e aplicou um powerbomb triplo na mesa dos comentaristas. Como Ambrose havia dito que iriam assumir qualquer número de adversários, Miz pediu que Strowman fosse adicionado à luta no TLC. Angle concordou relutantemente e, como resultado, transformou em uma luta handicap 4 contra 3. Na semana seguinte, The Shield realizou sua antiga entrada, entrando pela multidão e usando sua velha maneira. The Miz, Cesaro, Sheamus e Strowman vieram à rampa de entrada, mas foram impedidos por Angle de entar no ringue antes que uma briga pudesse ocorrer. Durante o episódio, Ambrose e Rollins mantiveram o Campeonato de duplas do Raw contra Cesaro e Sheamus. Mais tarde, Miz convenceu Angle de adicionar um quinto membro a sua equipe. Angle decidiu que se Strowman vencesse Reigns na luta em uma jaula de aço, um quinto membro poderia ser adicionado, mas se Reigns ganhasse, Strowman ficaria fora da luta no TLC, retornando para uma luta 3 contra 3. Curtis Axel queria ser a quinta pessoa e confrontou The Shield nos bastidores, mas foi derrotado. Durante a luta na jaula de aço, Kane retornou rasgando a lona do ringue e atacou Reigns com um chokeslam, permitindo que Strowman vencesse a luta. The Miz anunciou então Kane como o quinto membro da equipe no TLC, tornando-se uma luta Tables, Ladders and Chairs handicap 5 contra 3. Em 20 de outubro, a WWE anunciou que devido a "problemas médicos", Angle substituiria Reigns na luta, marcando sua primeira luta na WWE desde 2006.
No No Mercy, Enzo Amore derrotou Neville para ganhar o Campeonato dos Pesos-Médios da WWE. Na noite seguinte, no Raw, Amore pediu ao gerente geral, Kurt Angle, que assinasse uma cláusula sem contato, o que significava que, se algum lutador da divisão dos pesos-médios colocasse as mãos em Amore, ele não poderia desafiá-lo pelo Campeonato dos Pesos-Médios, onde Angle concordou. Mais tarde, a celebração do campeonato de Amore foi interrompida por toda a divisão dos pesos-médios. Neville disse que Amore tinha brincado com toda a divisão e atacou Amore apesar da cláusula sem contato. Imediatamente após o Raw, na WWE Network, Braun Strowman veio ao ringue e atacou Amore com um powerslam, permitindo que toda a divisão dos pesos-médios atacassem Enzo. Na noite seguinte, no 205 Live, Amore declarou que, devido à cláusula sem contato, nenhum lutador peso-médio poderia desafiá-lo pelo título. Neville também explicou que ele sabia que ele arriscava sua revanche do título, mas não se importava e faria novamente. Neville enfrentou Ariya Daivari, que fez amizade com Amore, com Neville vencendo por desqualificação depois que Amore atacou Neville com sua muleta e continuou atacando-o após a luta. Na semana seguinte, no Raw, Amore afirmou que ele estava carregando a divisão dos pesos-médios nas costas. Neville trouxe toda a divisão dos pesos-médios, onde começaram a cercar o ringue. No entanto, antes de poderem entrar no ringue e atacar Amore, ele revelou que Angle assinou outra cláusula sem contato, com este declarando que eles seriam demitidos. Ele então se divertiu com cada um dos lutadores. Angle interrompeu e apoiou as duas cláusulas, no entanto, ele introduziu Kalisto como o mais novo membro da divisão dos pesos-médios, e quem não seria afetado por nenhum dos contratos como Kalisto tornou-se um peso-médio depois que as cláusulas de não contato foram assinadas. Kalisto seguiu ao ringue e atacou Amore.  Na semana seguinte, no Raw, Angle agendou Amore para defender o Campeonato dos Pesos-Médios contra Kalisto no TLC. Depois de algumas observações de Amore, no entanto, Angle reagendou a luta pelo Campeonato dos Pesos-Médios para aquela noite e fez uma luta lumberjack, levantando a segunda cláusula sem contato. Kalisto posteriormente derrotou Amore para ganhar o Campeonato dos Pesos-Médios. Na noite seguinte, no 205 Live, Amore invocou sua cláusula de revanche para o TLC e ele e Daivari se uniram em uma luta de duplas contra Kalisto e Mustafa Ali, onde saíram derrotados.
Nos meses anteriores, no 205 Live, Jack Gallagher e The Brian Kendrick estiveram envolvidos em uma rivalidade entre si. No entanto, Gallagher ajudou Kendrick atacando Cedric Alexander, aliando-se a Kendrick e começando uma rivalidade entre Gallagher e Alexander. No episódio do Raw de 16 de outubro, foi anunciado que Gallagher e Kendrick enfrentariam Alexander e Rich Swann no TLC após Alexander derrotar Gallagher.
No No Mercy, Finn Bálor derrotou Bray Wyatt. Na noite seguinte, no Raw, Wyatt confrontou Balor, dizendo-lhe que estavam longe de acertar as contas e disse que a "Sister Abigail" estava morrendo de vontade de encontrar Balor. No episódio do Raw de 9 de outubro, Sister Abigail fez sua "estreia", dizendo a Balor que "ela" iria machucá-lo porque feriu Bray. Na semana seguinte, no Raw, Balor apresentou o seu recém-criado demon e disse que seu demônio estava morrendo de vontade de conhecer a "Sister Abigail". Foi anunciado que "The Demon" e "Sister Abigail" se enfrentarão no TLC. Em 20 de outubro, a WWE anunciou que devido a "problemas médicos", AJ Styles
(membro da programa SmackDown), substituiria Wyatt como o oponente do Demon no TLC.
No episódio do Raw de 16 de outubro, Alicia Fox queria uma vingança contra Sasha Banks, depois que Banks eliminou Fox da luta Fatal Five-Way na semana anterior. Durante o episódio, Banks derrotou Fox. Logo depois, nos bastidores, Fox atacou Banks e empurrou um árbitro. Fox foi multada por empurrar o árbitro e foi anunciado que Fox enfrentaria Sasha Banks no pré show do TLC.

## Resultados
| Nº                                          | Resultados                                                                                       | Estipulações                                            | Tempo |
| ------------------------------------------- | ------------------------------------------------------------------------------------------------ | ------------------------------------------------------- | ----- |
| Pré- show                                   | Sasha Banks derrotou Alicia Fox por submissão                                                    | Luta individual                                         | 11:00 |
| 1                                           | Asuka derrotou Emma por submissão                                                                | Luta individual                                         | 9:25  |
| 2                                           | Cedric Alexander e Rich Swann derrotou The Brian Kendrick e Jack Gallagher                       | Luta de duplas                                          | 8:00  |
| 3                                           | Alexa Bliss (c) derrotou Mickie James                                                            | Luta individual pelo Campeonato Feminino do Raw         | 11:25 |
| 4                                           | Enzo Amore derrotou Kalisto (c)                                                                  | Luta individual pelo Campeonato dos Pesos-Médios da WWE | 8:45  |
| 5                                           | Finn Bálor derrotou AJ Styles                                                                    | Luta individual                                         | 18:20 |
| 6                                           | Jason Jordan derrotou Elias                                                                      | Luta individual                                         | 8:50  |
| 7                                           | Kurt Angle, Dean Ambrose e Seth Rollins derrotou Braun Strowman, Kane, The Miz, Cesaro e Sheamus | Luta Tables, Ladders, and Chairs handicap 5 contra 3    | 40:40 |
| (c) – Refere-se aos campeões antes da luta. |                                                                                                  |                                                         |       |